# 52 Herculis
52 Herculis, som är stjärnans Flamsteed-beteckning, är en trippelstjärna i den norra delen av stjärnbilden Herkules, som också har variabelbeteckningen V637 Herculis. Den har en kombinerad skenbar magnitud på ca 4,82 och är svagt synlig för blotta ögat där ljusföroreningar ej förekommer. Baserat på parallaxmätning inom Hipparcosuppdraget på ca 18,1 mas, beräknas den befinna sig på ett avstånd på ca 180 ljusår (ca 55 parsek) från solen. Den rör sig närmare solen med en heliocentrisk radialhastighet på ca –1,6 km/s.

## Egenskaper
Primärstjärnan 52 Herculis A är en blå till vit stjärna i huvudserien av spektralklass A1VpSiSrCr och är en magnetisk kemiskt speciell stjärna med onormala mängder kisel, strontium och krom. Den har en massa som är ca 2,2 solmassor, en radie som är ca 2,3 solradier och utsänder ca 30 gånger mera energi än solen från dess fotosfär vid en effektiv temperatur på ca 8 800 K.
52 Herculis är en roterande variabel av Alfa2 Canum Venaticorum-typ (ACV), som varierar mellan visuell magnitud +4,78 och 4,85 med en period av 3,8567 dygn.
De två följeslagarna bildar en dubbelstjärna med en omloppsperiod på 56 år, en halv storaxel av 0,279 bågsekunder och en excentricitet av 0,13. De har en vinkelseparation av 1,78 bågsekunder från primärstjärnan. Parets totala massa är 1,16 ± 0,09 solmassor och de har en kombinerad visuell magnitud av 8,85. Den ljusare delen av detta par misstänks vara en stjärna i huvudserien av spektralklass K0 V.